# 西山敏樹
西山 敏樹（にしやま としき、1976年3月29日 - ）は、日本の都市工学者。東京都市大学都市生活学部都市生活学科・大学院環境情報学研究科教授。一般社団法人日本イノベーション融合学会前理事長。専門はユニバーサルデザイン、公共交通のシステムと車輌（特にバスに精通）、未来都市論、社会調査法等。バス事業経営（運転士不足問題等）、バスジャックやバスの火災等の安全対策でテレビ・ラジオ出演多数。衆議院議員を務めた菅原一秀は従兄である。

## 略歴
東京都北区赤羽生まれ。攻玉社中学校・高等学校、慶應義塾大学総合政策学部卒業。慶應義塾大学大学院政策・メディア研究科修士課程および後期博士課程修了。学位は博士（政策・メディア）。
慶應義塾大学大学院政策・メディア研究科特任講師、同大学大学院システムデザイン・マネジメント研究科特任准教授、同大学医学部特任准教授（精神・神経科学）などを経て、2015年4月より東京都市大学都市生活学部都市生活学科・大学院環境情報学研究科准教授。2025年4月より同教授。
慶應義塾大学SFC研究所上席所員、一般財団法人地域開発研究所（国土交通省所管法人）客員研究員、一般社団法人日本イノベーション融合学会理事長等を歴任。現在、一般社団法人日本テレワーク学会理事、特定非営利活動法人ヒューマンインタフェース学会評議員等を務める。
2005年および2007年に EcoDesign Best Poster Award 連続受賞、2014年と2022年にグッドデザイン賞受賞、2022年東急グループ社会貢献賞等、国内外で研究の成果が表彰されている。初期の慶應義塾大学SFCの卒業生らしく、幅広い研究分野に精通し、著書や論文のテーマの幅も広い。
バスグラフィック誌他、専門誌の寄稿記事も多く、交通趣味の世界でも知られる。鉄道模型の収集家としても有名。2020年8月25日に放送の開運!なんでも鑑定団第2回鉄道グッズ鑑定大会に出演。幻のNゲージとされるソニーマイクロトレーンを出品した。

## 著書

### 単著
- 『大学1年生からの研究の始めかた』（慶應義塾大学出版会、2016年）※「CiNii Booksの所蔵館数ランキング」（2016年1月～2017年9月新刊）「学術・図書館情報学部門」で1位
- 『近未来の交通・物流と都市生活 ユニバーサルデザインとエコデザインの融合』（慶應義塾大学出版会、2016年）
- 『福祉技術と都市生活 高齢者・障がい者・外国人・子どもと親への配慮』（慶應義塾大学出版会、2017年）
- 『交通サービスの革新と都市生活 行動の意思決定を有効に支援する技術』（慶應義塾大学出版会、2017年）※本書は日本イノベーション融合学会2019年度学術貢献賞受賞図書
- 『工学部生のための研究の進め方 使いやすさの追究と倫理的配慮』（慶應義塾大学出版会、2018年）
- 『未来交通物流与城市生活』（CHINA MACHINE PRESS、2022年）※中国語による出版。DX社会の交通、物流について述べている
- 『未来都市のモビリティ』（ヌース出版、2022年）

### 共著
- 『話を盛り上げる究極の雑学』（角川書店、2003年）
- 『ユニバーサルデザインハンドブック』（丸善、2003年）
- 『子どもの「問題解決力」がぐんぐんのびる！―じぶんの答えを見つけるための6つのステップ』（合同出版、2009年）
- 『プロが教える自動車のメカニズム』（ナツメ社、2010年）
- 『できたらいいなこんな子育て』（NPO法人ライフケア浜松、2011年）
- 『データ収集・分析入門 社会を効果的に読み解く技法』（慶應義塾大学出版会、2013年）
- 『実地調査入門 社会調査の第一歩』（慶應義塾大学出版会、2015年）※本書は日本イノベーション融合学会2020年度学術貢献賞受賞図書
- 『今後の超高齢化社会に求められる生活支援（医療・福祉・介護・リハビリ）ロボット技術』（情報機構、2015年）
- 『インホイールモータ 原理と設計法』（科学情報出版、2016年）
- 『子どもの保健II（保育者養成シリーズ）』（一藝社、2016年）
- 『乳児保育－子ども・家庭・保育者が紡ぐ営み－』（教育情報出版、2018年）
- 『子どもの発達の連続性を支える保育の心理学』（教育情報出版、2019年）
- 『大学1年生からのプロジェクト学習の始めかた』（慶應義塾大学出版会、2019年）※本書は日本イノベーション融合学会2020年度学術貢献賞受賞図書
- 『都市イノベーション～都市生活学の視点～』（朝倉書店、2019年）
- 『都市5.0 アーバン・デジタルトランスフォーメーションが日本を再興する』（翔泳社、2020年）
- 『子育て支援～保育士を育てる～』（一藝社、2020年）
- 『ニューノーマル時代の新しい住まい』（クロスメディア・パブリッシング、2021年）
- 『FUTURE DESIGN 未来を、問う。：夢想が生み出すスペキュラティヴ・デザインと未来のつくりかた』（クロスメディア・パブリッシング、2021年）※本書は日本イノベーション融合学会2021年度学術貢献賞受賞図書
- 『看護に活かすワークショップの進め方』（クロスメディア・パブリッシング、2022年）
- 『事例で学ぶ 人を扱う工学研究の倫理　その研究、大丈夫？』（近代科学社、2023年）
- 『轮毂电机原理与设计』（中国科技出版社伝媒股份有限公司、2023年）
- 『公共交通の自動運転が変える都市生活』（近代科学社、2023年）
- 『TODによるサステナブルな田園都市』（近代科学社、2024年）